# Мегрі (річка)
Мегрі (вірм. Մեղրի)  — річка, що протікає у Вірменії, у марзі Сюнік. Довжина річки — 32 км. Річка протікає в Мегринській ущелині, та є притокою Аракса. На лівій стороні річки розташовані міста Агарак та Мегрі (місто розташоване у гирлі річки). 
| Вірменія | Це незавершена стаття з географії Вірменії. Ви можете допомогти проєкту, виправивши або дописавши її. |